# Trico Goaltender Award
Trico Goaltender Award var ett pris som NHL årligen delade ut till den målvakt som hade bäst räddningsprocent under en säsong. Priset delades bara ut under tre säsonger innan traditionen avbröts. 

## Vinnare
- Patrick Roy - 1989, 1990
- Ed Belfour - 1991[2]